# Cantone di Albi-4
Il Cantone di Albi-4 è una divisione amministrativa dell'arrondissement di Albi.
È stato istituito a seguito della riforma dei cantoni del 2014, che è entrata in vigore con le elezioni dipartimentali del 2015.

## Composizione
Comprende parte della città di Albi e i comuni di:
- Le Garric
- Lescure-d'Albigeois